# Dekefjellet
Dekefjellet är ett berg i Antarktis. Det ligger i Östantarktis. Norge gör anspråk på området. Toppen på Dekefjellet är 2 640 meter över havet, eller 341 meter över den omgivande terrängen. Bredden vid basen är 2,6 km.
Terrängen runt Dekefjellet är kuperad åt sydost, men åt nordväst är den platt. Trakten är obefolkad. Det finns inga samhällen i närheten. 